# みやま市立桜舞館小学校
みやま市立桜舞館小学校（みやましりつ おうぶかんしょうがっこう）は、福岡県みやま市高田町舞鶴に位置する公立の小学校。

## 概要
歴史
2016年（平成28年）に下記のみやま市内の小学校4校が統合の上、旧飯江小学校の校地を継承して開校。2026年（令和8年）に開校10周年を迎える。
- みやま市立山川東部小学校
- みやま市立山川南部小学校
- みやま市立飯江小学校
- みやま市立竹海小学校

校訓
「礼・絆・夢」
学校教育目標
「ふるさとを愛し、夢の実現に向かって学び合う心豊かでたくましい児童生徒の育成」（みやま市立山川中学校と共有）
校章
校名にちなみ、桜の花弁と五芒星を組み合わせたものを背景にして、中央に「小」の文字を配している。
校歌
作詞は4校統合協議会、作曲は小松久、監修は橋本淳による。歌詞は3番まであり、各番に校名の「桜舞館小学校」が登場する。
通学区域
「日当川、赤山、西潟、屋敷、山川団地、野町下町、野町本町、野町中町、野町上町、野町赤坂、西野町、中尾上、中尾下、河原内、蒲地山、九折、西清水、東清水、谷軒、真弓、大谷、北関上、北関下、三峰、小萩、南侍、中原村、伍位軒、佐野、原町上、原町下、亀谷、舞鶴、飯江、田浦、東竹飯、西竹飯、 飯尾、海津」地区。中学校区はみやま市立山川中学校。

## 沿革
旧・山川東部小学校（やまかわとうぶ）

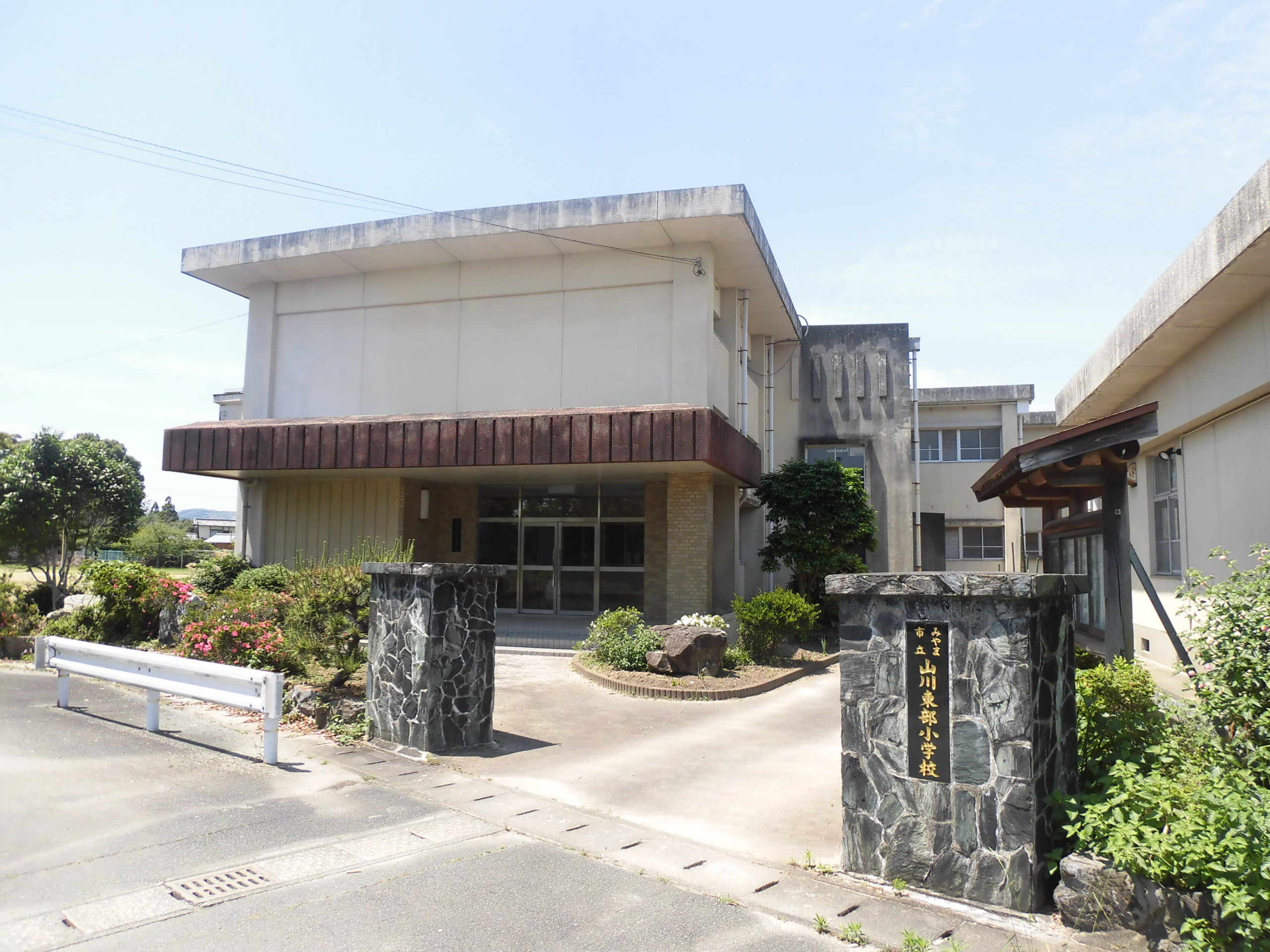
旧・山川東部小学校

- 1873年（明治6年）- 原町に「修道小学校」が創立。
- 1889年（明治22年）4月1日 - 町村制の施行により、3村（尾野、立山、原町）が合併の上、富原村が発足。
- 1890年（明治23年）- 清水（下町）に「尋常緑小学校」が創立。
- 1892年（明治25年）- 尾野（杉山）に「富原尋常小学校」が創立。
- 1897年（明治30年）- 館山（大塚）に富原高等小学校が創立。
- 1882年（明治35年）- 富原高等小学校が尾野（面の坂）に移転。
- 1907年（明治40年）1月1日 - 4村（万里小路、富原、竹海、緑の一部）が合併の上、山川村が発足。
  - 富原尋常小学校が「第一山川尋常小学校」に改称。
  - 緑尋常小学校が「第四山川尋常小学校」に改称。
- 1908年（明治41年）4月1日 - 改正小学校令により、尋常科（義務教育）が4年制から6年制に改められる。尋常科5年を新設。富原高等小学校が山川高等小学校に改称。
- 1909年（明治42年）4月1日 - 第一山川尋常小学校と第四山川尋常小学校が統合され、「尾野尋常小学校」となる（尾野の面ノ坂に設置）。尋常科6年を新設。
- 1920年（大正9年）4月1日 - 山川高等小学校[2]を統合の上、「尾野尋常高等小学校」（尋常科6年・高等科2年）に改称。尋常科は面の坂、高等科は杉山に設置。
- 1927年（昭和2年）4月1日 - 「山川北部尋常小学校」に改称。
- 1933年（昭和8年）4月1日 - 尋常科・高等科の本校を杉山に、尋常科分校を面の坂に設置。
- 1941年（昭和16年）4月1日 - 国民学校令の施行により、「山川北部国民学校」に改称。尋常科を初等科に改める。
- 1942年（昭和17年）- 初等科（旧尋常科）分校を山川山ノ上国民学校[3]として分離・独立。
- 1944年（昭和22年）4月1日 - 学制改革（六・三制の実施）が行われる。
  - 国民学校初等科は、新制小学校「山川村立山川北部小学校」に改組・改称。
  - 国民学校高等科は、青年学校とともに、新制中学校「山川村立山川中学校」に改組・改称。当初、小学校に併設される。
- 1954年（昭和29年）- 山川南部小学校から谷軒地区の児童が転入。
- 1957年（昭和32年）- 小学校2校（山川北部・山の上）を統合の上、「山川村立山川東部小学校」に改称。学校給食を開始。
- 1961年（昭和36年）- 学校図書館が完成。
- 1962年（昭和37年）- 校舎を改築。体育館を増築。
- 1963年（昭和38年）- プール兼消防用水槽が完成。
- 1969年（昭和44年）4月1日 - 山川町の発足により、「山川町立山川東部小学校」に改称。
- 1970年（昭和45年）- 山川町学校給食共同調理場が完成し、校内の給食調理室を廃止。
- 1972年（昭和47年）- 体育館が完成。
- 1977年（昭和52年）- プールが完成。
- 1980年（昭和55年）- 鉄筋コンクリート造新校舎が完成。食堂形式の給食を開始。
- 1993年（平成5年）- わんぱく広場が完成。
- 2004年（平成16年）- 学童保育所「うりぼう」を併設。
- 2007年（平成19年）1月29日 - みやま市の発足により、「みやま市立山川東部小学校」（最終名）に改称。
- 2008年（平成20年）- 創立50周年記念式典を挙行。
- 2011年（平成23年）- みやま市立山川中学校と交流授業を開始。
- 2016年（平成28年）3月31日 - 閉校。59年の歴史に幕を閉じる。
  - 最終所在地 - 〒835-0102 福岡県みやま市山川町尾野1943番地（北緯33度07分56.7秒 東経130度30分46.1秒 / 北緯33.132417度 東経130.512806度）
  - 校章 - 桜の花弁を背景にして、「山」と「川」の文字を円状に図案化し、中央に「東」の文字を配している。
  - 校歌 - 作詞は松尾敏夫、作曲は瀧夘夫による。歌詞は3番まであり、2番の歌詞中に「東部校」、3番の歌詞中に「山川東部」が登場する。

旧・山川南部小学校（やまかわなんぶ）

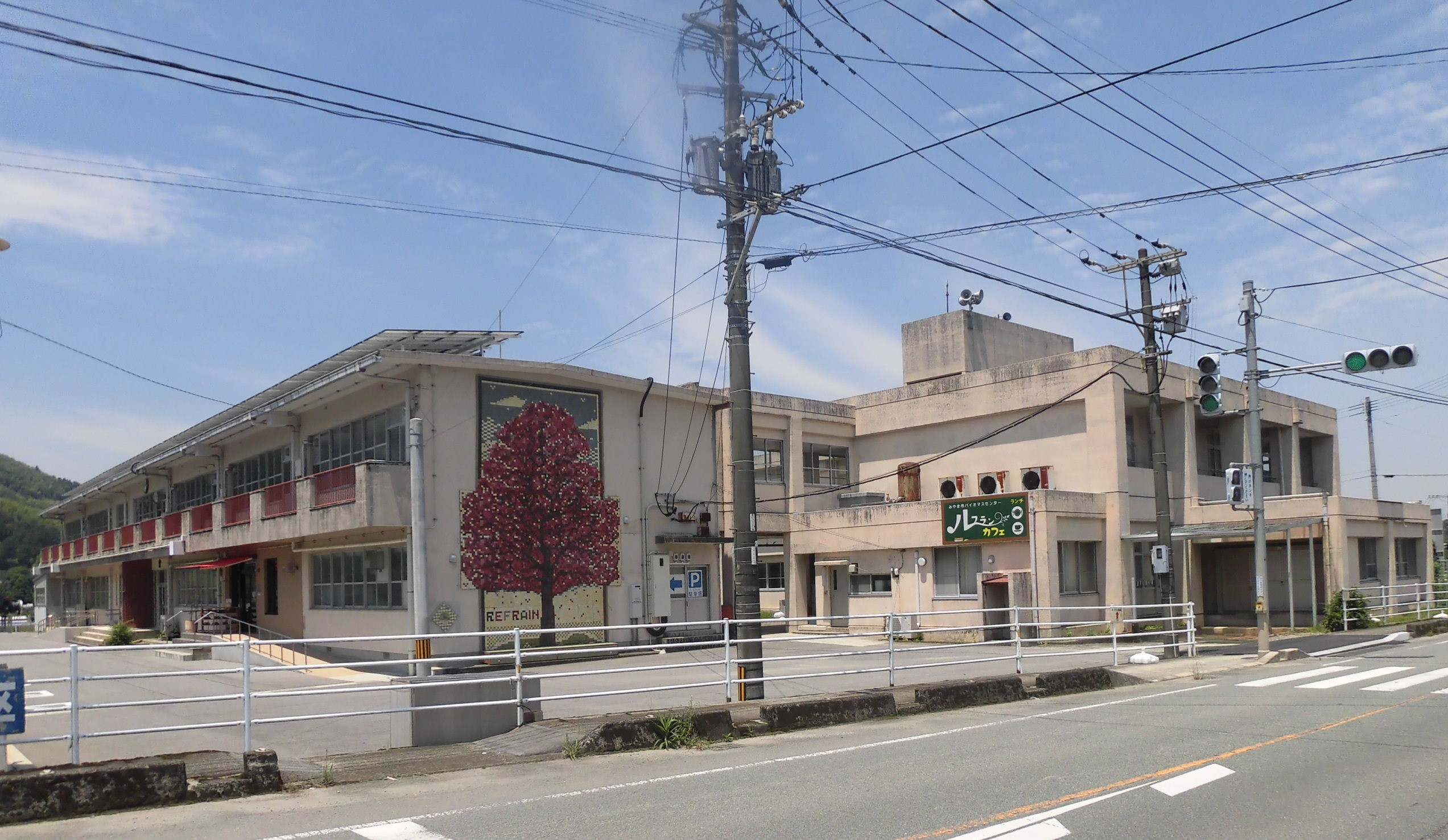
旧・山川南部小学校

- 1885年（明治18年）- 甲田に「原田小学校」が創立（後に「甲田小学校」に改称）。真弓に分校を設置。
- 1887年（明治20年）- 北関（川原田）に移転の上、「簡易北ノ関小学校」に改称。真弓分校を廃止。
- 1889年（明治22年）4月1日 - 町村制の施行により、山門郡4村（甲田、重冨、北関、真弓）が合併の上、万里小路村が発足。
- 1892年（明治25年）- 「万里小路尋常小学校」に改称。
- 1905年（明治38年）- 甲田（物見塚）に移転。
- 1907年（明治40年）
  - 1月1日 - 山門郡4村（富原・竹海・万里小路・緑（清水・河原内））が合併の上、山川村が発足。
  - 4月1日 - 「第三山川尋常小学校」に改称。
- 1908年（明治41年）4月1日 - 改正小学校令により、尋常科（義務教育）が4年制から6年制に改められる。尋常科5年を新設。
- 1909年（明治42年）4月1日 - 「甲田尋常小学校」に改称。尋常科6年を新設。
- 1927年（昭和2年）4月1日 - 「山川南部尋常小学校」に改称。重富（辻）に移転。
- 1941年（昭和16年）4月1日 - 国民学校令の施行により、「山川南部国民学校」に改称。尋常科を初等科に改める
- 1945年（昭和20年）- 北棟2教室を増築。
- 1947年（昭和22年）4月1日 - 学制改革（六・三制の実施）により、新制小学校「山川村立山川南部小学校」に改組・改称。
- 1951年（昭和26年）- 2教室を増築。運動場を拡張。体育館を設置。
- 1954年（昭和29年）- 谷軒地区の児童が山川北部小学校区へ転出。
- 1958年（昭和33年）- 2教室を増築。運動場を拡張。完全給食を開始。
- 1961年（昭和36年）- 校舎を増築。
- 1965年（昭和40年）- プールが完成。
- 1969年（昭和44年）4月1日 - 山川町の発足により、「山川町立山川南部小学校」に改称。
- 1970年（昭和45年）- 給食共同調理場の完成により、校内の給食調理室を廃止。
- 1973年（昭和48年）- 体育館が完成。
- 1980年（昭和55年）- 鉄筋コンクリート造2階建ての新校舎が完成。
- 1984年（昭和59年）- 特別教室・食堂が完成。
- 1985年（昭和60年）- 創立100周年記念式典を挙行。
- 2007年（平成19年）1月29日 - みやま市の発足により、「みやま市立山川南部小学校」（最終名）に改称。
- 2014年（平成26年）- 校地内に飯江小学校のプレハブ校舎が完成。
- 2015年（平成27年）4月 - 特別支援学級「さくら学級」を設置。
- 2016年（平成28年）3月31日 - 閉校。131年の歴史に幕を下ろす。
  - 最終所在地 - 〒835-0113 福岡県みやま市山川町重冨121番地（北緯33度06分27.6秒 東経130度31分47.0秒 / 北緯33.107667度 東経130.529722度）
  - 校章 - 桜の花弁を背景にし、中央に校名の「山」と「南」を図案化して組み合わせたものを配している。
  - 校歌 - 作詞は龍雲作、作曲は越尾隆による。歌詞は4番まであり、4番の歌詞中に校名の「南部校」が登場する。
  - 跡地の活用 - ルフランカフェとして活用されている。

旧・飯江小学校（はえ）
- 1878年（明治11年）4月 - 飯江村の民家を借用の上、「天道小学校」を創立。亀谷に分校を設置。
- 1886年（明治19年）4月 - 小学校令施行により、「尋常天道小学校」に改称。
- 1888年（明治21年）
  - 4月 - 「簡易天道小学校」に改称。
  - 10月 - 下飯江に校舎を新築し、移転。
- 1889年（明治22年）4月1日 - 町村制の施行により、三池郡4村（亀谷・舞鶴・下飯江・田浦）と山門郡1村（飯江）が合併の上、三池郡飯江村が発足。
- 1892年（明治25年）4月1日 - 「飯江尋常小学校」に改称。
- 1910年（明治43年）- 亀谷分校を統合の上、現在地に校舎を新築し、移転を完了。
- 1920年（大正9年）- 高等科を併置の上、「飯江尋常高等小学校」に改称。
- 1927年（昭和2年）- 木造校舎1棟が完成。
- 1941年（昭和16年）4月1日 - 国民学校令の施行により、「飯江村国民学校」に改称。尋常科を初等科に改める。
- 1942年（昭和17年）4月1日 - 飯江村が三池郡高田村に編入されたため、「高田村 飯江国民学校」に改称。
- 1947年（昭和22年）4月1日 - 学制改革（六・三制の実施）により、新制小学校「高田村立飯江小学校」に改称。木造校舎1棟2教室を増築。
- 1954年（昭和29年）9月 - 校地を拡張。木造校舎1棟2教室を増築。
- 1956年（昭和31年）- 学校給食を開始。
- 1958年（昭和33年）8月1日 - 高田村の町制施行により、「高田町立飯江小学校」に改称。
- 1961年（昭和36年）- 図書館が完成。
- 1966年（昭和41年）- 10教室が完成。
- 1967年（昭和42年）- プールが完成。
- 1973年（昭和48年）- 体育館が完成。
- 1978年（昭和53年）- 創立100周年記念式典を挙行。
- 1984年（昭和59年）- 鉄筋コンクリート造3階建ての新校舎が完成。
- 1992年（平成4年）- クラブハウス・パソコン教室が完成。
- 2000年（平成12年）- 校門前に交通信号機が設置される。
- 2003年（平成15年）- ふれあいルームが完成。
- 2007年（平成19年）1月29日 - みやま市の発足により、「みやま市立飯江小学校」（最終名）に改称。
- 2008年（平成20年）4月 - 複式学級を編成。
- 2009年（平成21年）- 給食室をランチルームとする。
- 2012年（平成24年）4月 - 特別支援学級「なかよし学級」を開設。
- 2013年（平成25年）4月 - 複式学級を編成。
- 2014年（平成26年）
  - 7月 - 統合小学校の新校舎が建設されることになったため、旧校舎での授業を終了。改築用の校舎1棟を除き、全て解体。
  - 9月 - 山川南部小学校の校地内に建設されたプレハブ校舎での授業を開始。
- 2016年（平成28年）3月31日 - 閉校。138年の歴史に幕を閉じる。校地は桜舞館小学校に継承される。
  - 校章 - 桜の花弁を背景にして、中央に校名の「飯江」の文字（縦書き）を配している。
  - 校歌 - 作曲は矢ケ部信次、作曲は下川博省による。歌詞は3番まであり、各番の歌詞中に校名の「飯江」が登場する。

旧・竹海小学校（ちっかい）

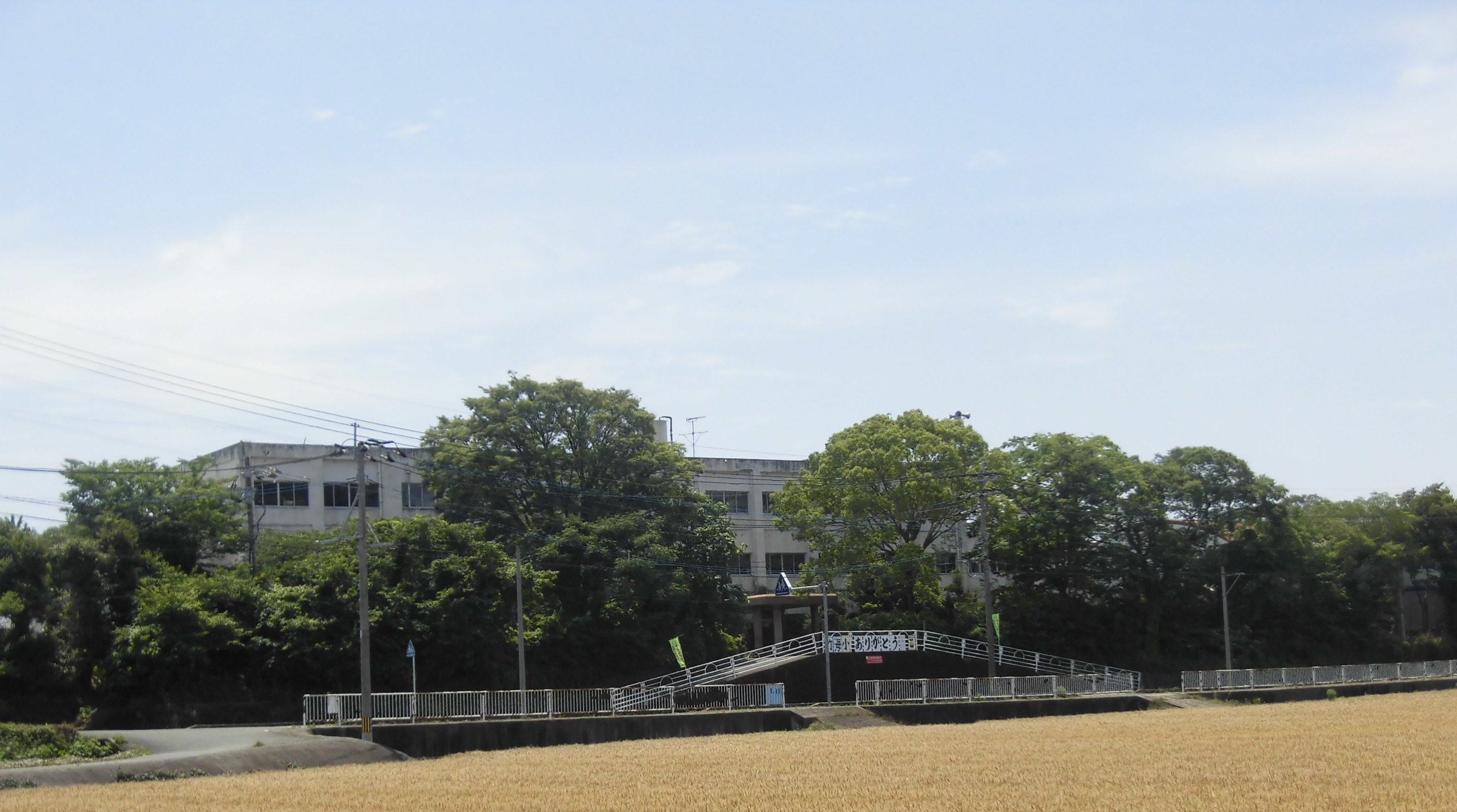
旧・竹海小学校

- 1876年（明治6年）- 竹井村に「竹井小学校」が創立。
- 1875年（明治8年）- 「竹飯小学校」に改称。
- 1879年（明治12年）- 「海津小学校」が創立。
- 1887年（明治20年）- 「簡易竹飯小学校」・「簡易海津小学校」に改称。
- 1889年（明治22年）4月1日 - 町村制の施行により、山門郡2村（海津、竹飯（大部分））が合併の上、竹海村が発足。旧2村から1文字ずつとり、「竹海」という村名になった。
- 1892年（明治25年）4月1日 - 「竹飯尋常小学校」・「海津尋常小学校」に改称。
- 1898年（明治31年）4月1日 - 尋常小学校2校（竹飯・海津）を統合の上、「竹海尋常小学校」とする。
- 1907年（明治40年）
  - 1月1日 - 山門郡4村（富原・竹海・万里小路・緑（清水・河原内））が合併の上、山川村が発足。
  - 4月1日 - 「第二山川尋常小学校」に改称。
- 1908年（明治41年）4月1日 - 改正小学校令により、尋常科（義務教育）が4年制から6年制に改められる。尋常科5年を新設。
- 1909年（明治42年）4月1日 - 「竹海尋常小学校」に改称。尋常科6年を新設。
- 1927年（昭和2年）4月1日 - 「山川西部尋常小学校」に改称。
- 1940年（昭和15年）- 校旗・校歌を制定。
- 1941年（昭和16年）4月1日 - 国民学校令の施行により、「山川西部国民学校」に改称。尋常科を初等科に改める。
- 1947年（昭和22年）4月1日 - 学制改革（六・三制の実施）により、新制小学校「山川村立山川西部小学校」に改組・改称。
- 1958年（昭和33年）- 給食室が完成。
- 1959年（昭和34年）4月10日 - 山川村の一部（竹飯・海津）が三池郡高田町に編入したため、「高田町立竹海小学校」に改称。
- 1960年（昭和35年）- 講堂等を改築。
- 1965年（昭和40年）- プールが完成。
- 1977年（昭和52年）- 鉄筋コンクリート造3階建て新校舎が完成。
- 1986年（昭和61年）- 運動場を拡張。
- 1988年（昭和63年）- 野外給食テーブルを設置。
- 1991年（平成3年）- クラブハウスが完成。
- 1996年（平成8年）- 学校東側部分の遺跡発掘調査が実施される。
- 1997年（平成9年）- 創立100周年記念式典を挙行。
- 1998年（平成10年）- プール（ステンレス製）が完成。
- 2001年（平成13年）- 体育館を改修。
- 2007年（平成19年）1月29日 - みやま市の発足により、「みやま市立竹海小学校」（最終名）に改称。
- 2010年（平成22年）- 竹海ふれあいセンターが設置される。
- 2016年（平成28年）3月31日 - 閉校。118年の歴史に幕を閉じる。
  - 最終所在地 - 〒835-0136 福岡県みやま市高田町海津966番地（北緯33度07分15.6秒 東経130度29分23.5秒 / 北緯33.121000度 東経130.489861度）
  - 校章 - 桜の花弁を背景にして、中央に校名の「竹海」の文字（縦書き）を配している。
  - 校歌 - 作詞は森護、作曲は鶴岡義雄による。歌詞は3番まであり、各番とも歌詞中に「竹海校」が登場する。

統合・桜舞館小学校
- 2016年（平成28年）

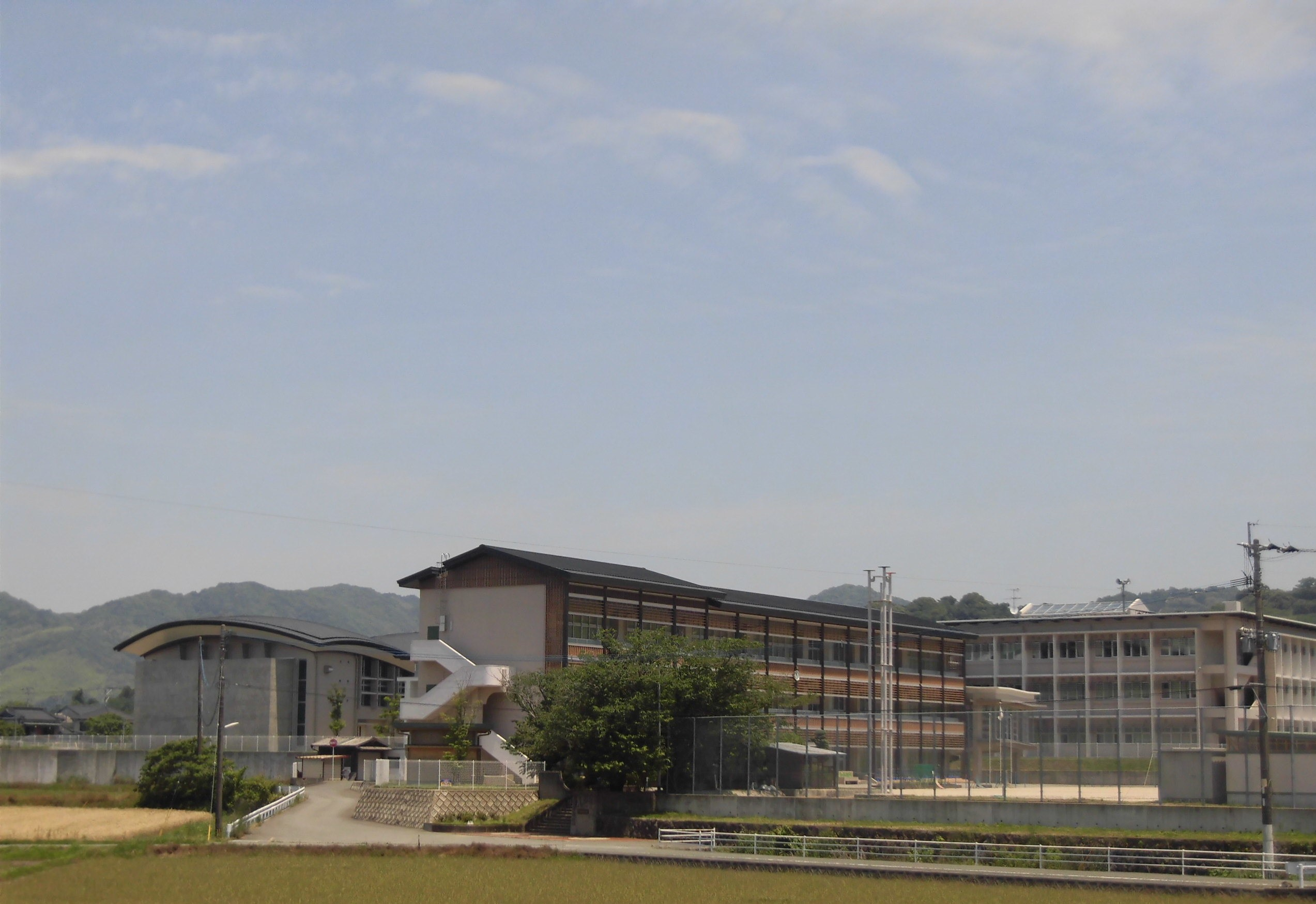
桜舞館小学校

  - 4月1日 - 上記4校（山川東部・山川南部・飯江・竹海）を統合の上、「みやま市立桜舞館小学校」（現校名）が開校。飯江小学校の校地を継承。
  - 4月5日 - 開校式を挙行。

## 交通アクセス
最寄りの鉄道駅
- JR九州 鹿児島本線 「南瀬高駅」

最寄りのバス停留所
- みやま市コミュニティバス 「桜舞館小学校」停留所

最寄りの幹線道路
- 国道443号
- 福岡県道94号高田山川線

## 周辺
- みやま市立山川中学校
- 舞鶴老松神社
- 飯江川

## 参考資料
- 「福岡県教育百年史 第七巻 年表・統計編」（1980年（昭和55年）3月31日発行, 福岡県教育委員会）
- 「高田町誌」（1958年（昭和33年）10月1日発行, 高田町）p.474-p.477（飯江小学校）
- 「みやま市立小中学校再編計画」 (PDF)  - みやま市ウェブサイト
- 「みやま市史 通史編 下巻」（2020年（令和2年）3月発行, みやま市）- p.668～p.669（山川東部小学校）、p.670～p.671（山川南部小学校）、p.672～p.673（飯江小学校）、p.674～675（竹海小学校）、p.664～p.665（桜舞館小学校）